# Pacte del Club Naval
El Pacte del Club Naval (en castellà, Pacto del Club Naval) és el nom d'un acord assolit el 3 d'agost de 1984 entre els caps militars i els representants dels partits polítics Colorado, Front Ampli i Unió Cívica que va fer possible la transició a la democràcia a l'Uruguai, després de més d'una dècada de govern cívico-militar. Va ser el pas final d'una negociació secreta per acabar amb la dictadura.
Com a conseqüència de l'acord, el govern va convocar eleccions el 25 de novembre del mateix any, durant les quals no van poder participar els candidats naturals del Front Ampli, Líber Seregni, del Partit Nacional, Wilson Ferreira Aldunate, i del Partit Colorado, Jorge Batlle Ibáñez, perquè es trobaven en proscripció. En aquestes eleccions va ser elegit president Julio María Sanguinetti Coirolo del Partit Colorado, qui va assumir l'1 de març de 1985.
El nom d'aquest acord s'origina en el lloc on es van efectuar les reunions, al club situat al barri Carrasco de Montevideo.

## Participants
| - Militars - Hugo Medina - Comandant de l'Exèrcit - Manuel Buadas - Comandant de la Força Aèria - Rodolfo Invidio - Comandant de l'Armada Nacional - Front Ampli - José Pedro Cardoso - Juan Young | - Partit Colorado - Julio María Sanguinetti - Enrique Tarigo Vázquez - José Luis Batlle - Unió Cívica - Juan Vicente Chiarino - Humberto Ciganda |

Partit Nacional
Els representants del Partit Nacional no van assistir a les negociacions per no compartir el plantejament militar de realitzar les eleccions amb partits i persones proscriptes (entre elles, el seu líder, Wilson Ferreira Aldunate, empresonat d'ençà que va tornar de l'exili, el 16 de juliol d'aquell any).
Partit Laborista
A algunes trobades van assistir dos representants d'un Partit Laborista, que després es va retirar de les converses i no es va presentar a les eleccions.

## Contingut del Pacte
El dissabte
 3 d'agost de 1984 a les 16 hores es va aprovar i signar un document que contenia les anomenades "Bases per a la transició". No es coneix amb exactitud el contingut d'aquestes bases però, d'acord amb declaracions dels participants, als fets ocorreguts i al posterior Acte Institucional N ° 19, les mateixes es podrien resumir en cinc punts:
- Es mantindria el Consell de Seguretat Nacional com a òrgan assessor en temes com l'atac a la sobirania i afectació territorial. Desenvoluparia programes a llarg termini de seguretat nacional.
- Els comandaments militars serien designats pel  president de la República amb vènia del Senat a proposta de les Forces Armades, les quals enviaran una llista de candidats amb el doble d'integrants amb relació a les vacants per cobrir.
- L'Assemblea General actuaria en qualitat de Constituent des del 31 de juliol al 31 d'octubre de 1985 i sotmetria a la ciutadania el 24 novembre 1985 les noves normes constitucionals. L'1 de març de 1986 regiria el nou text constitucional.
- La nova norma constitucional inclouria un nou estat d'emergència, un estat d'insurrecció davant fets violents que signifiquessin riscos per a la sobirania territorial i l'ordre públic.
- El govern convocaria eleccions per al 25 de novembre de 1984.